# Sobota
Sobóta je dan v tednu med petkom in nedeljo. Po sodobnem evropskem pojmovanju je sobota šesti, predzadnji dan v tednu (glej ISO 8601), po starem judovskem gledanju pa zadnji, sedmi. 
Po stari judovski tradiciji je sobota sabat (tudi šabat ali šabes), dan počitka. Odtod izhaja tudi slovensko ime za ta dan.
Pri katoliški pobožnosti Rožnega venca se vesele skrivnosti meditirajo v soboto in tudi v ponedeljek skozi vse leto.